# قائمة الجوائز السعودية
تتضمن القائمة التالية الجوائز المحلية والعالمية بالمملكة العربية السعودية.

## جوائز عالمية

### جائزة الملك فيصل العالمية
جائزة الملك فيصل العالمية هي جائزة عالمية أنشأتها مؤسسة الملك فيصل الخيرية سنة 1397هـ الموافقة لسنة 1977م، وسميت باسم الملك فيصل بن عبد العزيز آل سعود، وتمنح للعلماء بعد اختيارهم تكريمًا لمساهماتهم البارزة في خدمة الإسلام، والدراسات الإسلامية، واللغة العربية والأدب، والطب والعلوم. كانت في بدايتها تغطي ثلاث مجالاتٍ هي خدمة الإسلام، والدراسات الإسلامية، واللغة العربية والأدب؛ وتم منح أول جائزة سنة 1399هـ الموافقة لسنة 1979م، لاحقاً أضيف لها مجالان آخران وهما الطب والعلوم.

#### جائزة الملك فيصل في خدمة الإسلام
تُعدّ جائزة الملك فيصل العالمية في خدمة الإسلام من أوائل فروع جائزة الملك فيصل العالمية، إذ تم تأسيسها في سنة 1397 هـ/1977 م ومُنحت لأول مرة في عام 1399 هـ/1979 م إلى جانب فرع الدراسات الإسلامية. يُراعى في منح الجائزة ما للمرشح من جهودٍ فكريّةٍ أو عمليّةٍ تخدم الإسلام والمسلمين، ويُعدُّ مؤهلاً لنيلها كلُّ من خدم الإسلام والمسلمين «بعلمه ودعوته، أو قام بجهدٍ بارزٍ يتعدّى ما هو واجب، وينتج عنه فائدة ملحوظة للإسلام والمسلمين، ويحقق هدفاً أو أكثر من أهداف الجائزة؛ وذلك وفقاً لتقدير لجنة الاختيار وحكمها».

#### الدراسات الإسلامية
جائزة الدراسات الإسلامية هي إحدى أوائل الفروع التي تم إقرارها لجائزة الملك فيصل العالمية حيث تأسست سنة 1397هـ / 1977م إلى جانب فرع خدمة الإسلام، وتمنح للمواضيع ذات الأهمية في المجتمع الإسلامي، ويشترط فيها القيام بدراسة علمية أصيلة في موضوع الجائزة المحدد وكذلك نشرها، وأن تكون ذات فائدة للمجتمع الإسلامي، كما يشترط فيها أن تحقق هدفاً أو أكثر من الأهداف الخاصة بالجائزة وفق تقدير اللجنة. مُنحت أول جائزة منها سنة 1399هـ / 1979م، وكانت من نصيب الباحث الألماني التركي الأصل فؤاد سزكين، وكان الموضوع حينها «أثر العلماء المسلمين في الحضارة الأوروبية»، بينما كانت البريطانية كارول هيلينبراند أول امرأة تفوز بهذه الجائزة وذلك سنة 1426هـ / 2005م وموضوعها «الدراسات التي تناولت دفاع المسلمين عن ديارهم في القرنين الخامس والسادس الهجريين». حتى عام 2018م فقد فاز 38 شخصاً بجائزة الملك فيصل في الدراسات الإسلامية، منهم 17 شخصاً فازوا بالاشتراك.

#### اللغة العربية والأدب
جائزة اللغة العربية والأدب هي إحدى أوائل الفروع التي تم إقرارها لجائزة الملك فيصل العالمية حيث تأسست سنة 1397هـ / 1977م، وتمنح للمواضيع ذات الريادة والأهمية في اللغة العربية والأدب، ويشترط فيها القيام بدراسة علمية أصيلة في موضوع الجائزة المحدد وكذلك نشرها، وأن تكون ذات فائدة للغة العربية وآدابها، كما يشترط فيها أن تحقق هدفاً أو أكثر من الأهداف الخاصة بالجائزة وفق تقدير اللجنة. كان من المقرر منح أول جائزة منها سنة 1399هـ / 1979م إلا أنها حُجبت لعدم توفر متطلبات الفوز بها في الأعمال المرشحة تلك السنة، بينما مُنحت أول جائزة منها سنة 1400هـ / 1980م، وكانت مشتركة بين كلٍ من الفلسطيني إحسان عباس والمصري عبد القادر القط، وكان الموضوع حينها «الدراسات التي تناولت الشعر العربي المعاصر» وهو نفس الموضوع الذي أعلن عنه في أول نسخة من الجائزة والتي تم حجبها، بينما كانتا كل من الأمريكية اللبنانية الأصل وداد عفيف قاضي والمصرية عائشة عبد الرحمن أول امرأتين تفوزان بهذه الجائزة حيث فازتا بالاشتراك سنة 1414هـ / 1994م وكان الموضوع حينها «الدراسات التي تناولت فنون النثر العربي القديم». حتى عام 2018م فقد فاز 50 شخصاً بجائزة الملك فيصل في اللغة العربية والأدب، منهم 37 شخصاً فازوا بالاشتراك.

#### الطب
جائزة الطب هي رابع فرعٍ من فروع الجائزة وأُضيفت سنة 1401هـ/ 1981م ومُنحت لأول مرة في عام 1402هـ/ 1982م. تأتي موضوعات جائزة الطب لتعكس المناطق الحالية التي تثير قلقاً دولياً لصحة الإنسان. و«يُعد مؤهلاً لنيل جائزة الملك فيصل العالمية في الطب كل من قام بدراسةٍ علميّةٍ أصيلةٍ في موضوع الجائزة المُعلن ونشرها، فنتج عنها فائدة ملحوظة للبشرية، وحقق هدفاً أو أكثر من أهداف الجائزة؛ وذلك وفقاً لتقدير لجنة الاختيار وحكمها». حُجبت جائزة الطب مرةً واحدةً فقط سنة 1411 هـ/ 1991 م وكان موضوعها «جوانب التفاعلات الكيميائية الحيوية ذات العلاقة بالصحة العقلية» لأن الأعمال المرشّحة لا تتوافر فيها متطلبات الفوز بالجائزة المُعلن عنها.

#### العلوم
أضيفت جائزة العلوم في عام 1402 هـ/ 1982 م ومُنحت لأول مرة في عام 1404 هـ/ 1984 م، وتأتي موضوعات جائزة العلوم دوريةً بين الفيزياء، والرياضيات، والكيمياء، وعلم الحياة. يُعد مؤهلاً لنيل جائزة الملك فيصل العالمية في لعلوم كل من قام بدراسةٍ علميّةٍ أصيلةٍ في موضوع الجائزة المُعلن ونشرها، فنتج عنها فائدة ملحوظة للبشرية، وحقق هدفاً أو أكثر من أهداف الجائزة؛ وذلك وفقاً لتقدير لجنة الاختيار وحكمها. وكان البروفيسور السويسري هاينريخ روهرير أوّل فائزٍ بهذا الفرع من الجائزة عن الفيزياء بالاشتراك مع البروفيسور الألماني جيرد بينيج لجهودهما في اختراع وتطوير المجهر الماسح النفقي، وبعدها بعامين نالا جائزة نوبل في الفيزياء عن عملهما.

### جائزة الملك عبد الله بن عبد العزيز العالمية للترجمة

شعار جائزة الملك عبد الله للترجمة.

جائزة الملك عبد الله بن عبد العزيز العالمية للترجمة جائزة تقديرية، من أكبر الجوائز العالمية في مجال الترجمة، تمنح سنوياً للأعمال المتميزة في الترجمة من اللغة العربية وإليها، وتقدمها مكتبة الملك عبد العزيز العامة بالرياض، تأسست في أكتوبر 2006م، وتقدم تقديرًا لجهود الأفراد والمؤسسات والهيئات، في كلًا من العلوم الطبيعية والإنسانية، ويرأس مجلس أمناء الجائزة الأمير عبد العزيز بن عبد الله بن عبد العزيز، رئيس مجلس إدارة مكتبة الملك عبد العزيز العامة، وعُقدت دوراتها السابقة في عدد من عواصم العالم، مثل بكين، طليطلة، ساو باولو، وجنيف، وقد شاركت في دورتها الأولى عام 2006 نحو 30 دولة عربية وأجنبية، فيما وصل عدد الأعمال المرشحة فيها حتى دورتها الثامنة إلى 1132، مترجمة إلى أكثر من 39 لغة.
تتضمن مجالات الجائزة:
1. جائزة الترجمة لجهود المؤسسات والهيئات.
2. جائزة الترجمة في العلوم الطبيعية من اللغات الأخرى إلى اللغة العربية.
3. جائزة الترجمة في العلوم الطبيعية من اللغة العربية إلى اللغات الأخرى.
4. جائزة الترجمة في العلوم الإنسانية من اللغة العربية إلى اللغات الأخرى.
5. جائزة الترجمة في العلوم الإنسانية من اللغات الأخرى إلى اللغة العربية.
6. جائزة الترجمة لجهود الأفراد.

### جائزة الأمير عبد الله الفيصل العالمية

شعار جائزة الأمير عبد الله الفيصل العالمية.

جائزة الأمير عبد الله الفيصل للشعر العربي هي جائزة عالمية أعلن عنها الأمير خالد الفيصل في نوفمبر 2018م، تحت إشراف أكاديمية الشعر العربي بجامعة الطائف في المملكة العربية السعودية، تمنح للشعراء العرب لتحفيز وتنمية الإبداع الشعري، وتغطي ثلاثة أفرع وهي الشعر العربي بجائزة مقدارها نصف مليون ريال، وفرع الشعر العربي المسرحي وتبلغ قيمة الجائزة 300 ألف ريال، والشعر المغنى وجائزته 200 ألف ريال، يتم الإعلان عن الفائزين في 21 مارس الموافق لليوم العالمي للشعر.

## جوائز حسب المنطقة

### جائزة القطيف للإنجاز

شعار جائزة القطيف للإنجاز.

جائزة القطيف للإنجاز هي جائزة سنوية تقديرية وماديَّة انطلقت في القطيف عام 2008م وتُقدَّم في المقام الأول لأبناء محافظة القطيف بالمنطقة الشرقية في السعودية من الجنسين الذين لا تتجاوز أعمارهم 40 عاماً وقدَّموا إنجازاتٍ مُتميزةً ضمن عددٍ من الفروع التي تحددها اللجنة المنظمة للجائزة. وقد توسَّع نطاقها الجغرافي لتشمل أبناء المنطقة الشرقية في بداية نسختها السابعة عام 2018م تزامناً مع الذكرى العاشرة لانطلاقتها.

### جائزة أبها

شعار جائزة أبها.

جائزة أبها جائزة سعودية سنوية من أقدم الجوائز في المملكة، تبنى فكرة تأسيسها الأمير خالد الفيصل بن عبد العزيز عام 1973، لتكون داعمة ومحفزة للمبدعين والموهوبين في مختلف المجالات العلمية والإبداعية، وبالتالي تساهم في اكتشاف أسماء جديدة  وتبلغ قيمتها 250 ألف ريال سعودي، ويحسب حفل تسليمها على الملتقيات الوطنية الثقافية، إذ يضم نخبة من الشخصيات الإبداعية والعلمية، وفيه تقدم ندوات وأوراق علمية وثقافية، ساهمت في دعم وإثراء الحركة الثقافية السعودية، وهي متاحة ليتنافس عليها المثقفين محليًا وإقليميًا، في ستة فروع منها فرعي الثقافة وتقنية المعلومات، وقد كان علي آل عمر عسيري أول أمين عام للجائزة، فيما يرأسها أمير منطقة عسير.

### جائزة المفتاحة

شعار جائزة المفتاحة.

جائزة المفتاحة جائزة سعودية تقديرية، كانت تقدم ضمن أسبوع المفتاحة الثقافي السنوي في مدينة أبها، وتمنح لرواد العمل الوطني السعودي، والمبدعين المتميزين من الأفراد والمؤسسات في مجالات مختلفة كالأدب والثقافة والرياضة، وتُعد من أهم الجوائز التقديرية على مستوى المملكة، تأسست عام 1999 ويرعاها سنويًا أمير منطقة عسير، ويشرف على اختيار رواد الخدمة الوطنية، إلى جانب لجنة التحكيم التي تتولى الترشيح والاختيار في المجالات الأخرى، واعتمد يوم 24 فبراير من كل سنة موعدًا لحفل تسليم الجائزة، على مسرح المفتاحة الذي يُعد من أكبر مسارح الشرق الأوسط.

### جائزة مكة للتميز
جائزة مكة للتميز جائزة سنوية انطلقت عام 2009م (1430هـ) في منطقة مكة المكرمة، وتهدف لتشجيع العمل المميز وتأصيل المبادئ الإسلامية في آداب المهن واتقان العمل، وإظهار الإبداع الحضاري لإنسان منطقة مكة المكرمة، كما تهدف «لتشجيع توظيف التقنيات الحديثة في التطوير، والارتقاء بمستوى الأداء والجودة، وتنمية وتطوير الموارد البشرية بالمنطقة».

### جائزة الأمير عبد العزيز بن سعد بن عبد العزيز آل سعود (بصمة)
جائزة الأمير عبد العزيز بن سعد بن عبد العزيز آل سعود (بصمة) جائزة سعودية أعلن أمير منطقة حائل إطلاقها في الثامن من أغسطس عام 2017م. وتمنح الجائزة للأفراد وللقطاعات الحكومية والأهلية والاجتماعية في خمسة فروع.

## جوائز تعليمية

### جائزة أصيل للتميز

شعار جائزة أصيل للتميز.

جائزة أصيل للتميز هي جائزة تمنح للمدارس الأهلية والأجنبية والدولية ب منطقة الرياض، والتي تهدف إلى إبراز جوانب التميز لدى المنشآت التعليمية الخاصة. وتأتي الجائزة ضمن المبادرات النوعية التي تسعى من خلالها الإدارة العامة للنعليم ب منطقة الرياض إلى تحسين البيئة التعليمية المحفّزة للإبداع والابتكار ودعم التنافسية المعرفية في المنشآت التعليمة الخاصة في إطار مجالات رؤية المملكة 2030م.
تهدف إلى تحسين البيئة التعليمية المحفزة للإبداع والابتكار والتنافس الإيجابي بين المدارس الأهلية وتأتى الجائزة لتعزيز مقومات الإبداع والابتكار بمدارس منطقة الرياض.و لتُفعّل دور المدارس في التوافق مع أهداف برنامج التحول الوطني وتحقيق رؤية المملكة، وذلك من خلال تحويل أنشطه المدارس اليومية إلى نتائج ذات كفاءة يمكن قياسها، والتنافس عليها وذلك عبر سبعة محاور أساسية.

### مسابقة الملك عبد العزيز الدولية لحفظ القرآن الكريم

شعار مسابقة الملك عبد العزيز الدولية لحفظ القرآن الكريم وتلاوته وتفسيره.

شعار جائزة الملك سلمان لحفظ القرآن.

مسابقة الملك عبد العزيز الدولية لحفظ القرآن الكريم وتلاوته وتفسيره تُعرف اختصارًا مسابقة الملك عبد العزيز الدولية هي مسابقة دولية لحفظ القرآن الكريم، انطلقت عام 1399 هـ. تُنظم المسابقة وزارة الشؤون الإسلامية والدعوة والإرشاد، ويشارك في المسابقة آلاف المتسابقين من دول العالم الإسلامي والجمعيات والمنظمات الإسلامية. تقام المسابقة في المسجد الحرام بمكة المكرمة، وتستمر خمسة أيام. توجه الدعوات إلى فئتين هما: الجهات الحكومية ممثلة في وزارات الشؤون الإسلامية، أو ما يقوم مقامها في الدول الإسلامية، ويحق لكل دولة وجهت لها الدعوة التقدم بمرشحين اثنين فقط في ثلاثة فروع. أما دول الأقليات الإسلامية فيحق لكل جهة وجهت لها الدعوة أن ترشح متسابق واحد فقط من الدولة.

### مسابقة الملك سلمان المحلية
مسابقة الملك سلمان المحلية لحفظ القرآن الكريم وتلاوته وتفسيره للبنين والبنات ويختصر لها باسم مسابقة الملك سلمان المحلية، وهي مسابقة محلية على مستوى المملكة العربية السعودية لحفظ القرآن الكريم وتلاوته وتفسيره للبنين والبنات، انطلقت عام 1999، وتقام كل عام تحت إشراف وتنظيم وزارة الشؤون الإسلامية والدعوة والإرشاد، ويشارك فيها عدد من المتسابقين والمتسابقات من مختلف مناطق ومحافظات المملكة.

### جائزة التعليم للتميز

شعار جائزة التعليم للتميز.

جائزة التعليم للتميز هي جائزة سعوديَّة تمنحها وزارة التعليم لجميع منسوبي الميدان التعليمي من تربويين وإداريين من الجنسين على مستوى المدرسة، مكتب التعليم، الإدارة التعليمية، الوزارة، وكذلك جميع الطلاب والطالبات بمختلف مراحلهم الدراسية. وتتضمن عدة فئات وجوائز فرعية:
- طلاب
- معلمون
- خدمات تعليمية
- أعمال تطوعية
- مدارس
- مشرفون تربويون
- موظفون إداريون
- رواد التعليم
- المبادرات
- المنتجات الإعلامية
- المؤسسات

### هاكاثون الحج

شعار هاكاثون الحج.

هاكاثون الحج هو الهاكاثون الأول من نوعه في منطقة الشرق الأوسط والذي أقيم في المملكة العربية السعودية تحت إدارة وإشراف الاتحاد السعودي للأمن السيبراني والبرمجة والدرونز بدعم من جوجل في الأول من شهر آب لعام 2018م. في مركز جدة للمنتديات والفعاليات. ويهدف التجمع إلى تطوير تطبيقات وتقنيات تخدم حجاج بيت الله الحرام لتشمل المنافسة فيه جميع القطاعات والمجالات المرتبطة بالخدمات التي تُقدْم في الحج مثل الصحة والحلول المالية والمواصلات والأغذية والتواصل والمرور. وقد سجّل في هذا الحدث الأول من نوعه ما يُقارب 2915 مُشاركاً من خمسين دولة من العالم والذي بدوره ساهم في كسره للرقم القياسي العالمي للهاكاثون ودخوله موسوعة جينيس العالمية كأكبر تجمع هاكاثونيّ في العالم حتى تاريخه.

## جوائز ثقافية وأدبية

### جائزة باشراحيل للإبداع الثقافي
جائزة محمد صالح باشراحيل للإبداع الثقافي جائزة سعودية عالمية، تأسست في القاهرة عام 2003، على يد عبد الله باشراحيل تقديرًا لجهود والده محمد صالح باشراحيل ودوره الريادي في العمل الاجتماعي الإنساني، وهي امتداد لمسيرة منتدى محمد صالح باشراحيل الثقافي، والذي تأسس في مكة عام 1976، ويُعد من أوائل المنتديات الثقافية في السعودية، وتهدف الجائزة إلى تشجيع الأنشطة الإبداعية الفكرية ودعم الإنتاج الثقافي العربي، عبر أربعة فروع منها النقد والرواية والدراسات الإنسانية، وهي جائزة دورية تُقدم كل عامين، وفي كل فرع من فروعها تُمنح جائزة واحدة بقيمة 25,000 دولار، إلى جانب جائزة تقديرية استثنائية تُمنح للرواد العرب في مجال التنمية والخدمة الاجتماعية والإنسانية بقيمة 30,000 دولار، وذلك وفق شروط ومعايير حددتها لجنة الجائزة التي يرأسها محمد مريسي الحارثي، وأحد شروطها أن يكون النتاج الفكري أو الأدبي نتاجًا أصيلًا وإضافة غير مسبوقة على الثقافة العربية، وقد فاز بها عدد من المفكرين والأدباء والشعراء العرب، منهم أدونيس وشوقي بزيع.

### ملتقى سوق عكاظ
ملتقى سوق عكاظ، أو (ملتقى الحياة) ، هو ملتقى يقدم جوائز منافسة على مستوى الوطن العربي، وهي تغطي مساحة واسعة من الإبداع الفني ابتداء من الشعر مروراً بالفن التشكيلي والخط العربي وانتهاء بالفلكلور، وهي اليوم موضع عناية واهتمام من المثقفين وأصبحت جوائزه واحدة من أهم آمال وطموحات المبدعين في مختلف الأقطار العربية، الذين ينتظرون موعد الإعلان عنها ليتسابقوا ويتنافسوا من أجل الحصول عليها كل في الفن الذي ينتمي إليه.
سوق عكاظ، هو أهم أسواق العرب وأشهرها، يقع في شمال شرقي مدينة الطائف، وهو يحمل أهمية تاريخية حيث كان العرب يجتمعون فيه للبيع والشراء، ويستمعون إلى الشعراء والخطباء، وقد سجل التاريخ لسوق عكاظ دوراً أدبياً بارزاً في الجاهلية وصدر السلم وعصر بني أمية، واستمر السوق إلى عام 129هـ.

وقد أعيد إحياء هذا السوق في العهد السعودي بعد انقطاع دام 12 قرنا، واندثاره وغيابه عن الوجود والتأثير الثقافي، وذلك عام 1428هـ، حين افتتح على يد صاحب السمو الملكي الأمير خالد الفيصل أمير منطقة مكة المكرمة، نيابة عن الملك عبد الله بن عبد العزيز، ليكون أحد أهم مخرجات الاستراتيجية التنموية للمنطقة. وأنطلقت أول دورة للسوق في عام (1428هـ - 2007م). يشارك في البرامج والفعاليات مجموعة من المفكرين والشعراء من عدد من الدول العربية، وتم توسيع النشطة والمشاركات والمسابقات في الأعوام التالية. حتى أصبح الملتقى تظاهرة ثقافية عربية كبرى ذات شخصية فريدة ومميزة، وأصبحت جوائزه محط أنظار واهتمام المبدعين والمثقفين من مختلف أرجاء الوطن العربي. 
يقدم ملتقى سوق عكاظ العديد من الفعاليات والمنافسات والجوائز على مستوى الوطن العربي، ويغطي مساحة واسعة من الإبداع الفني، ابتداء من الشعر مروراً بالفن التشكيلي والتصوير الضوئي، والخط العربي وانتهاء بالفلكلور والحرف، وتتمثل هذه المنافسات في: جائزة شاعر عكاظ، جائزة شاعر شباب عكاظ، وجائزة عكاظ الدولية للسرد العربي في القصة القصيرة، جائزة لوحة وقصيدة، جائزة الخط العربي، جائزة التصوير الضوئي، جائزة الحرف اليدوية، جائزة الفلكلور الشعبي، وجائزة الإبداع والتميز العلمي، وجائزة الابتكار.

### جائزة الملك عبدالعزيز للكتاب
جائزة الملك عبد العزيز للكتاب هي منافسة علمية سنوية للأفراد فقط دون المؤسسات، متاحة للمختصين من السعوديين وغيرهم، تعنى بالكتب المؤلفة والمحققة والمترجمة ذات العلاقة بالتاريخ السعودي وتاريخ الجزيرة العربية السياسي والاجتماعي والثقافي والاقتصادي والأثاري والجغرافي عبر العصور، وحضارة العالم الإسلامي. الجائزة حديثة نسبياً فقد انطلقت عام 2013 ـ 2014 م، وتتولى هيئة مختصة في دارة الملك عبد العزيز بالسعودية إدارة الجائزة بداية من إعلان فترة الترشيح، ونهايتها، واستقبال الكتب المرشحة، وإجراءات التحكيم العلمي، ثم رفع توصياتها إلى مجلس إدارة الدارة لاعتماد الفائزين.

### جائزة ومنحة الملك سلمان لتاريخ الجزيرة العربية

شعار جائزة ومنحة الملك سلمان لتاريخ الجزيرة العربية.

جائزة ومنحة خادم الحرمين الشريفين الملك سلمان بن عبد العزيز لدراسات وبحوث تاريخ الجزيرة العربية، هي تقدير معنوي ومادي تقدمه السعودية ممثلة في دارة الملك عبد العزيز للباحثين والباحثات الأفراد المتميزين في تاريخ الجزيرة العربية، ممن هم على قيد الحياة، ولها خمسة أفرع واحد منها يمنح لغير السعوديين، ولا يشترط للأعمال المرشحة أن تقدم باللغة العربية.

### جائزة مجلس التعاون لدول الخليج العربي للبحوث الأمنية
جائزة محلس التعاون لدول الخليج العربي للبحوث الامنية التي تم إقرارها في الاجتماع السادس عشر لوزراء الداخلية لدول مجلس التعاون في الدوحة عام 1997م وبدأت انطلاقة الجائزة والإعلان عنها عام 2000 م.

### جائزة الملك عبد العزيز للأدب الشعبي
جائزة الملك عبد العزيز للأدب الشعبي هي أحد أهم الجوائز التي تم إطلاقها على مستوى العالم العربي والتي يشارك فيها عدد من الشعراء والأدباء من الدول العربية والتي قدمها مهرجان الملك عبد العزيز للإبل في العام 2017م.

### جائزة الملك سلمان لأبحاث الإعاقة

شعار جائزة الملك سلمان لأبحاث الإعاقة.

جائزة الملك سلمان لأبحاث الإعاقة هي جائزة معترف بها دوليًا تُمنح للأفراد البارزين الذين ساهموا في المعرفة والبحث العلمي في مجال الإعاقة. تأسست الجائزة من قبل مركز الملك سلمان لأبحاث الإعاقة.

### جائزة أمين مدني للبحث في تاريخ الجزيرة العربية
جائزة أمين مدني للبحث في تاريخ الجزيرة العربية جائزة تحمل اسم المؤرخ والأديب السعودي أمين مدني، أنشئت في عام 1409هـ بتوصية من الأمير فيصل بن فهد بن عبد العزيز آل سعود، وانطلقت في دورتها الأولى عام 1414هـ (1994)، وتهدف الجائزة لتحفيز النشاط البحثي في تاريخ الجزيرة، وللإسهام في تعميق المعرفة بتاريخ الجزيرة العربية وحضاراتها وتراثها.

### جائزة الأمير سلطان بن سلمان للتراث العمراني

شعار جائزة الأمير سلطان بن سلمان للتراث العمراني.

جائزة الأمير سلطان بن سلمان للتراث العمراني جائزة تهدف للمساهمة في ترسيخ الوعي بأهمية التراث العمراني، وإلى تشجيع الباحثين والمعماريين على استلهام التراث العمراني في بحوثهم ومشروعاتهم. وقد جاءت الموافقة على إنشاء الجائزة في اللقاء السنوي التاسع للجمعية السعودية لعلوم العمران الذي عقد في 23 من شهر محرم عام 1420هـ في الرياض برعاية الأمير (الملك) سـلمان بن عبد العزيز آل سعود، وانطلقت الجائزة في دورتها الأولى عام 1425هـ (2005م). وانطلقت الجائزة في أربعة فروع هي: "جائزة مشروع التراث العمراني"، و"جائزة الحفاظ على التراث العمراني"، و"جائزة مشروع بحوث التراث العمراني"، و"جائزة الإنجاز مدى الحياة. ويشغل منصب الأمين العام للجائزة الدكتور زاهر عبد الرحمن عثمان.

### جائزة الأمير فيصل بن فهد للبحوث الرياضية
جائزة الأمير فيصل بن فهد العالمية للأبحاث الرياضية، هي جائزة سعودية دولية تهدف لتطوير وإثراء الرياضة العالمية من خلال البحوث الرياضية. أسسها الأمير فيصل بن فهد بن عبد العزيز في العام 1983، وتمنح في ثلاثة مجالات رياضية مختلفة، بالتعاون مع الاتحاد الدولي للتربية البدنية والرياضة. استكملت الجائزة ثماني دورات حتى العام 2014، وفي أكتوبر 2019 أعلن رئيس الهيئة العامة للرياضة الأمير عبد العزيز بن تركي عودة الجائزة بهوية جديدة وتولي معهد إعداد القادة مسؤولية الإشراف عليها.

### جائزة الكتاب السنوية
جائزة الكتاب السنوية هي جائزة سنوية تشمل مختلف المؤلفات المعرفية للكتّاب في المملكة العربية السعودية. تنظمها وزارة الإعلام ممثلة في وكالة الشؤون الثقافية.

### مبادرة الجوائز الثقافية الوطنية
مبادرة الجوائز الثقافية الوطنية مبادرة ثقافية أطلقتها وزارة الثقافة عام 2020م ضمن برنامج جودة الحياة، أحد برامج تحقيق رؤية المملكة العربية السعودية 2030، وانطلقت المبادرة بعدد 14 جائزة ثقافية تقدمها الوزارة سنوياً لتكريم المبدعين في المجال الثقافي.

### جائزة الأمير خالد الفيصل للغة القرآن

شعار جائزة الأمير خالد الفيصل للغة القرآن.

جائزة الأمير خالد الفيصل للغة القرآن جائزة سنوية أعلن عن إطلاق نسختها الأولى تحت عنوان (اللغة العربية وريادة الأعمال) في 1 يونيو 2022، والجائزة منبثقة من وقف لغة القرآن في جامعة الملك عبد العزيز برعاية وتمويل الأمير خالد الفيصل بن عبد العزيز، وتهدف لتمكين اللغة العربية والاحتفاء بالمبادرات اللغوية المميزة.

## جوائز إعلامية وفنية

### جائزة المنتدى السعودي للإعلام

شعار جوائز صناع الترفيه.

جائزة المنتدى السعودي للإعلام هي جائزة إعلامية سنوية أطلقتها هيئة الصحفيين السعوديين بدعم وزارة الإعلام في 27 اغسطس 2019 باسم «جائزة الإعلام السعودي». تهدف الجائزة لخلق المنافسة بين الشباب، وتحفيز الإبداع المهني في المجالات الإعلامية، وتنمية حرية الرأي والتعبير، وهي ضمن أعمال منتدى الإعلام السعودي المخطط إقامته في 27 نوفمبر 2019. للجائزة 6 فروع في مجال الإبداع الصحفي وهي الإنتاج المرئي، الإنتاج المسموع، الصحافة والإعلام الريادي، وشخصية العام وهو فرع تكرم فيه الشخصيات البارزة في مسيرة الإعلام السعودي. تبلغ قيمة الجائزة 350 ألف ريال سعودي، والترشح لها متاح للأفراد العاملين في المؤسسات الصحفية في فرع الصحافة، وللمؤسسات الإعلامية السعودية أو التي تمتلك فروع في السعودية ترشيح أحد منسوبيها في فرعي الإنتاج المرئي والمسموع.

### جائزة التميز الإعلامي
جائزة سنوية أطلقتها وزارة الإعلام السعودية في عام 2019 باسم «جائزة التميز الإعلامي لليوم الوطني» لتكريم الأعمال الإعلامية الإبداعية بمختلف مجالاتها التي تتناول الوطن، وأعلن عن توسع الجائزة وتغير اسمها إلى «جائزة التميز الإعلامي» ابتداء من النسخة الرابعة 2023.

### جوائز صناع الترفيه
جوائز صناع الترفيه أو جوي أواردس احتفاء وتكريم سنوي لصناع الترفيه في العالم العربي في مجال الفن والسينما والدراما والموسيقى والرياضة، ويقام في العاصمة السعودية الرياض ضمن فعاليات موسم الرياض، وانطلقت جوائز صناع الترفيه عام 2019.

## جوائز رياضية

شعار مهرجان الملك عبدالعزيز للإبل.

### جائزة الملك عبد العزيز لمزايين الإبل
مهرجان الملك عبد العزيز للإبل هو مهرجان سنوي ثقافي واقتصادي ورياضي وترفيهي يقام في المملكة العربية السعودية برعايةٍ ملكية، ويهدف إلى تأصيل تراث الإبل وتعزيزه في الثقافة السعودية والعربية والإسلامية، وتوفير وجهة ثقافية وسياحية ورياضية وترفيهية واقتصادية عن الإبل وتراثها.
بدأت فكرة المهرجان بدعم من الأمير مشعل بن عبد العزيز، والذي أطلقها في 1420هـ/2000م، وباتت المُسابقة حدثاً منتظراً في شتاء كل عام خلال الخمسة عشر عاما الماضية من المهتمين بالإبل من التجار والمُلاك، وراح الناس ينتظرونه من عامٍ إلى عام.
وفي عام 1438هـ صدر قرار مجلس الوزراء، بالموافقة على تنظيم فعاليات جائزة الملك عبد العزيز لمزايين الإبل والفعاليات المصاحبة له وفق قواعد وضوابط تراعي الجوانب الصحية والأمنية والثقافية، وأصبح في عام 2018، تحت إشراف الاتحاد السعودي للهجن.

شعار سباق الجري الخيري السنوي.

### سباق الجري الخيري السنوي
سباق الجري الخيري السنوي هو سباق يُقام في شهر أكتوبر من كل سنة في كورنيش الخبر، في المنطقة الشرقية من المملكة العربية السعودية. في كل سنة يأخذ السباق موضوعاً لرفع الوعي حوله. تأسس سباق الجري الخيري السنوي بعد طرح فكرة في إحدى اجتماعات مجلس الآباء الذي ينعقد بصفة دورية بمدارس الظهران الأهلية وذلك عام 1416هـ الموافق 1995م. بعد ملاقاة الفكرة بالترحيب والتشجيع من قبل أولياء الأمور والمعلمين والطلاب تشكلت لجنة أطلق عليها اسم «سباق الجري الخيري»، بعد ازدياد عدد أعضاء اللجنة، حظيت بدعم وتأييد كبير من الأمير محمد بن فهد بن عبد العزيز أمير المنطقة الشرقية أنذاك. كما حظيت بدعم نائبه في ذلك الوقت الأمير سعود بن نايف بن عبدالعزيز ومن بعده الأمير جلوي بن عبد العزيز. وذلك إضافةً على قدمه رجال الأعمال وأهل الخير بالمنطقة الشرقية من دعم مالي ومشاركة العديد من الهيئات الحكومية والأهلية في فعاليات السباق سنوياً.

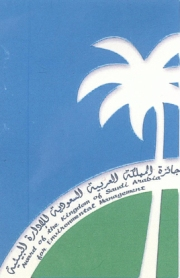
جائزة المملكة العربية السعودية للإدارة البيئية.

## جوائز خيرية

### جائزة المملكة العربية السعودية للإدارة البيئية
جائزة المملكة العربية السعودية للإدارة البيئية واحدة من أهم وأرفع الجوائز المعنية بالبيئة في الوطن العربي، تمنحها الهيئة العامة للأرصاد وحماية البيئة في المملكة العربية السعودية بالتعاون مع المنظمة العربية للتنمية الإدارية. تهدف الجائزة إلى ترسيخ المفهوم الواسع للإدارة البيئية في الوطن العربي، وتحفيز الدول العربية للاهتمام بمفهوم التنمية المستدامة، وللتعريف بالجهود المتميزة والممارسات العربية والدولية الناجحة في مجال الإدارة البيئية وتعميمها على الدول العربية للاستفادة منها. وتمثل الجائزة إحدى الدعائم الهامة في تشجيع العمل البيئي ونشر الوعي، وحافزاً لكافة المؤسسات والأفراد نحو تأمين مستقبل أبنائنا في المنطقة العربية ولصالح الإنسانية جمعاء.

### جائزة عبد اللطيف الفوزان لعمارة المساجد

شعار جائزة عبداللطيف الفوزان.

جائزة عبد اللطيف الفوزان لعمارة المساجد هي جائزة دولية تختص بعمارة المساجد والإسهام في تطوير فن عمارة المساجد وتقدير ودعم فن عمارة المساجد الراقي والمعاصر حول العالم، والتعريف بالنماذج المتميزة لتصميم المساجد ودعم مسيرة الإبداع الهندسي في تشييدها، بدأت الجائزة دورتها الأولى في عام 2014، وتتخذ من مدينة الخبر شرق المملكة العربية السعودية مقرا لها، وقد أطلق الجائزة وتبناها الشيخ عبد اللطيف الفوزان، تمنح الجائزة مرة كل ثلاث سنوات، وقد خصص متبني الجائزة الشيخ عبد اللطيف الفوزان ريع وقف قيمته 60 مليون ريال سعودي (16 مليون دولار أمريكي) بالكامل لتمويل الجائزة وضمان استمراريتها.

### جائزة الأمير محمد بن فهد لأفضل أداء خيري
جائزة الأمير محمد بن فهد لأفضل أداء خيري جائزة سعودية تهدف إلى تقدير وتعزيز دور المؤسسات الخيرية في الوطن العربي، وبالتالي رفع مستوى أداء القطاعات غير الربحية، تقدمها مؤسسة الأمير محمد بن فهد للتنمية الإنسانية، بالتعاون مع المنظمة العربية للتنمية الإدارية التابعة لجامعة الدول العربية، وتُمنح الجائزة لكلًا من المؤسسات الكبيرة، المتوسطة، والصغيرة، بقيمة إجمالية تصل إلى 300,000 دولار لـ 23 مؤسسة في كل دورة، وذلك وفق شروط ومعايير تحددها لجنة الجائزة التي يرعاها الأمير محمد بن فهد رئيس مجلس أمناء مؤسسة التنمية الإنسانية.

### جائزة الملك خالد

شعار جائزة الملك خالد.

جائزة الملك خالد جائزة سعودية تقديرية، تقدمها مؤسسة الملك خالد الخيرية من عاصمة المملكة الرياض، وتمنحها نظير التميز في التنمية الاجتماعية المستدامة، لكلًا من الأفراد والمنظمات غير الربحية والقطاع الخاص، في ثلاثة فروع رئيسية، وهي أقرب ما تكون إلى منصة تعليمية وتطويرية لأنها تقدم خلال العام دورات وبرامج تدريبية وورش عمل وفق خطط مدروسة لدعم الاستدامة المجتمعية، ويرأس هيئتها الأمير فيصل بن خالد بن عبد العزيز أمير منطقة عسير سابقًا ورئيس مجلس إدارة جائزة أبها.

## أخرى

### جائزة الملك عبد العزيز للجودة
جائزة الملك عبد العزيز للجودة هي جائزة سنوية تُمنح للمنشآت في المملكة العربية السعودية ذات الأداء المتميز باتباع أعلى مستويات الجودة، وتشمل المنشآت الحكومية والقطاع الخاص والمنشآت غير الربحية. تأسست في 27 ذو القعدة عام 1420 هـ و1999م.

### جائزة الملك سلمان لشباب الأعمال
جائزة الملك سلمان لشباب الأعمال جائزة سنوية يقدمها مركز الملك سلمان للشباب لتحفيز ودعم شباب الأعمال. من خلال تأسيس وترسيخ روح المبادرة لدى شباب الأعمال، والمساهمة في بناء جيل مبدع من القيادات الشابة. تتكون الجائزة من ثمانية فروع هي
1. جائزة الملك سلمان لشباب الأعمال في القطاع الصناعي.
2. جائزة الملك سلمان لشباب الأعمال في القطاع الخدمي.
3. جائزة الملك سلمان لشباب الأعمال في القطاع التجاري.
4. جائزة الملك سلمان لشباب الأعمال في القطاع التقني.
5. جائزة الملك سلمان لشباب الأعمال في القطاع الزراعي.
6. جائزة الملك سلمان لشباب الأعمال في الإعلام الجديد.
7. جائزة الملك سلمان لشابات الأعمال.
8. جائزة الملك سلمان لشباب الأعمال للقياديين.

### جائزة الأميرة صيتة بنت عبد العزيز للتميز في العمل الاجتماعي

شعار جائزة الأميرة صيتة بنت عبد العزيز للتميز في العمل الاجتماعي.

جائزة الأميرة صيتة بنت عبد العزيز للتميز في العمل الاجتماعي جائزة سعودية سنوية أنشئت عام 2012، وتهدف لدعم التميز في العمل الاجتماعي محلياً ودولياً.

### جائزة الأميرة نورة للتميز النسائي
جائزة الأميرة نورة للتميز النسائي جائزة سنوية تقدمها جامعة الأميرة نورة بنت عبد الرحمن تكريماً وتقديراً للإنجازات المتميزة للمرأة السعودية في مختلف المجالات، وأقيمت الدورة الأولى عام (2017م - 1438هـ).